# Walt Rostow
Walt Whitman Rostow OBE (7 de outubro de 1916 - 13 de fevereiro de 2003) foi um economista norte-americano, professor e teórico político que serviu como Conselheiro de Segurança Nacional do Presidente dos Estados Unidos Lyndon B. Johnson de 1966 a 1969.

## Carreira
Rostow trabalhou no Escritório de Serviços Estratégicos durante a Segunda Guerra Mundial e mais tarde foi consultor de política externa e redator de discursos para o candidato presidencial e então presidente John F. Kennedy; ele é frequentemente creditado por escrever o famoso discurso "New Frontier" de Kennedy. Proeminente por seu papel na formação da política externa dos EUA no Sudeste Asiático durante a década de 1960, ele era um anticomunista convicto, conhecido por uma crença na eficácia do capitalismo e da livre iniciativa, e apoiou fortemente o envolvimento dos EUA na Guerra do Vietnã. Rostow é conhecido por seu livro The Stages of Economic Growth: A Non-Communist Manifesto (1960), que foi usado em vários campos das ciências sociais. As teorias de Rostow foram adotadas por muitos funcionários dos governos Kennedy e Johnson como um possível contraponto à crescente popularidade do comunismo na Ásia, África e América Latina.
Rostow nunca se arrependeu ou se desculpou por suas ações no Vietnã, e essa postura efetivamente o excluiu do trabalho nas principais universidades americanas após sua aposentadoria do serviço governamental. Seu irmão mais velho, Eugene Rostow, também ocupou vários cargos de política externa do governo.

## Trabalhos
- Investment and the Great Depression, 1938, Econ History Review
- Essays on the British Economy of the Nineteenth Century, 1948.
- The Terms of Trade in Theory and Practice, 1950, Econ History Review
- The Historical Analysis of Terms of Trade, 1951, Econ History Review
- The Process of Economic Growth, 1952.
- Growth and Fluctuations in the British Economy, 1790–1850: An Historical, Statistical, and Theoretical Study of Britain's Economic Development, com Arthur Gayer e Anna Schwartz, 1953 ISBN 0-06-492344-4
- The Dynamics of Soviet Society (with others), Norton and Co. 1953, slight update Anchor edition 1954.
- "Trends in the Allocation of Resources in Secular Growth, 1955, em Dupriez, editor, Economic Progress
- An American Policy in Asia, com R.W. Hatch, 1955.
- The Take-Off into Self-Sustained Growth, 1956, EJ
- A Proposal: Key to an effective foreign policy, com Max Millikan, 1957.
- The Stages of Economic Growth, 1959, Econ History Review
- The Stages of Economic Growth: A non-communist manifesto, 1960.[4]
- The United States in the World Arena: An Essay in Recent History (American Project Series), 1960, 568 páginas.
- Politics and the Stages of Growth, 1971.
- How it All Began: Origins of the modern economy, 1975.
- The World Economy: History and prospect, 1978.
- Why the Poor Get Richer and the Rich Slow Down: Essays in the Marshallian long period, 1980.
- Eisenhower, Kennedy, and foreign aid, 1985.
- Theorists of Economic Growth from David Hume to the Present, 1990.
- The Great Population Spike and After, 1998